# Мордкович, Александр Григорьевич
Алекса́ндр Григо́рьевич Мордко́вич (род. 23 июля 1940) — заслуженный деятель науки РФ, лауреат премии Президента РФ в области образования, доктор педагогических наук, российский педагог, профессор МГПУ. Написал один из лучших учебников по алгебре для средней и старшей школы.

## Биография
Александр Григорьевич окончил МГПИ им. В.И.Ленина в 1962 году, затем продолжил обучение в аспирантуре. В 1967 году защитил диссертацию на соискание ученой степени кандидата физико-математических наук по специальности «теоретико-множественная топология». В 1987 г. защитил докторскую диссертацию. С 1960 по 1962 г. работал в средней школе г. Москвы, с 1964 по 1995 годы – в Московском государственном заочном педагогическом институте. С 1995 г. работает в МГПУ.
Мордкович А. Г. — автор более 300 публикаций, среди которых книги по математике для школьников, абитуриентов, студентов педвузов, учителей математики. Много лет А. Г. Мордкович заведовал кафедрой математического анализа математического факультета МГПУ и лабораторией современных методов математического образования НИИСО при МГПУ.
А. Г. Мордкович является организатором и бессменным научным руководителем Международного научного семинара преподавателей математики педвузов России (который даже получил неофициальное название «Семинар Мордковича»), работающего с 1987 года. За период 1987—2017 проведено 36 семинаров в разных городах России.
Область научных интересов: методика преподавания математики в школе и педвузе.
Число научных публикаций: более 301
Количество защитившихся аспирантов: 19
Количество защитившихся докторантов: 4
Стаж работы: общий — с 1964 года, в педагогической сфере — с 1964 года, в ГОУ ВПО МГПУ — с 1995 года.